# Contea di Lenoir
La contea di Lenoir (in inglese Lenoir County) è una contea dello Stato della Carolina del Nord, negli Stati Uniti. La popolazione al censimento del 2000 era di 59 648 abitanti. Il capoluogo di contea è Kinston.